# Calamopus
Calamopus es un género de arañas araneomorfas de la familia Miturgidae. Se encuentra en Indonesia y Tailandia.

## Lista de especies
Según The World Spider Catalog 12.0:
- Calamopus phyllicola Deeleman-Reinhold, 2001
- Calamopus tenebrarum Deeleman-Reinhold, 2001